# Lijst van gouverneurs van Karnataka
Dit is een lijst van gouverneurs van de Indiase deelstaat Karnataka, voorheen de provincie Mysore. De gouverneur is hoofd van de deelstaat en wordt voor een termijn van vijf jaar aangewezen door de president. De rol van de gouverneur is hoofdzakelijk ceremonieel en de echte uitvoerende macht ligt bij de ministerraad, met aan het hoofd de chief minister.
De eerste gouverneur, Jayachamaraja Wodeyar Bahadur, was tevens de laatste koning van het koninkrijk Mysore. Bij de onafhankelijkheid van India in 1947 gingen alle prinsdommen, waaronder Mysore, op in de republiek India. Mysore werd een deelstaat, die na de reorganisatie van de staten in 1956 werd vergroot en in 1973 werd hernoemd tot Karnataka.

## Gouverneurs
| #  | Naam                           | Begin termijn    | Einde termijn    |
| -- | ------------------------------ | ---------------- | ---------------- |
| 1  | Jayachamaraja Wodeyar Bahadur  | 1 november 1956  | 4 mei 1964       |
| 2  | Satyawant Mallannah Shrinagesh | 4 mei 1964       | 2 april 1965     |
| 3  | Varahagiri Venkata Giri        | 2 april 1965     | 13 mei 1967      |
| 4  | Gopal Swarup Pathak            | 13 mei 1967      | 30 augustus 1969 |
| 5  | Dharma Vira                    | 23 oktober 1969  | 1 februari 1972  |
| 6  | Mohanlal Sukhadia              | 1 februari 1972  | 10 januari 1976  |
| 7  | Uma Shankar Dikshit            | 10 januari 1976  | 2 augustus 1977  |
| 8  | Govind Narain                  | 2 augustus 1977  | 15 april 1983    |
| 9  | Ashoknath Banerji              | 16 april 1983    | 25 februari 1989 |
| 10 | Pendekanti Venkatasubbaiah     | 26 februari 1988 | 5 februari 1990  |
| 11 | Bhanu Pratap Singh             | 8 mei 1990       | 6 januari 1991   |
| 12 | Khurshed Alam Khan             | 6 januari 1991   | 2 december 1999  |
| 13 | V. S. Ramadevi                 | 2 december 1999  | 20 augustus 2002 |
| 14 | Triloki Nath Chaturvedi        | 21 augustus 2002 | 20 augustus 2007 |
| 15 | Rameshwar Thakur               | 21 augustus 2007 | 24 juni 2009     |
| 16 | Hansraj Bhardwaj               | 24 juni 2009     | 28 juni 2014     |
| 17 | Konijeti Rosaiah               | 29 juni 2014     | 31 augustus 2014 |
| 18 | Vajubhai Rudabhai Vala         | 1 september 2014 | huidig           |